# Zammataro
Zammataro è un cognome di lingua italiana.

## Varianti
Sambatari, Sambataro, Zagami o Zahami.

## Origine e diffusione
Il cognome è tipicamente siciliano.
Potrebbe derivare dal termine zammataro, il combattente coraggioso.
La variante Zagami è siciliana e calabrese e deriva direttamente dal cognome arabo Zahami, dal medesimo significato.